# Derlis Soto
Derlis Francisco Soto, né le 4 mars 1973 à Caaguazú au Paraguay, est un footballeur professionnel international paraguayen, qui évoluait au poste d'attaquant.

## Biographie

### En club
Derlis Soto joue 21 matchs en Copa Libertadores (un but), et 10 matchs en Copa Sudamericana.
Il dispute neuf matchs en deuxième division espagnole avec le club d'Elche.

### En équipe nationale
Derlis Soto reçoit 14 sélections en équipe du Paraguay entre 1997 et 2003, inscrivant un but (deux selon certaines sources).
Il participe à la Copa América 1997 avec la sélection paraguayenne. Le Paraguay atteint les quarts de finale de cette compétition, en étant battu par le Brésil, futur vainqueur de la compétition.
Il inscrit deux buts lors des éliminatoires du mondial 1998.